# Mistrovství Evropy týmů v judu 2016
Mistrovství Evropy týmů 2016 proběhlo v Tatněfť-Areně v Kazani, Rusko 24. dubna 2016.

## Česká stopa
Český tým nastoupil v tomto složení:
- -66 kg – Pavel Petřikov ml.
- -73 kg – Jakub Ječmínek
- -81 kg – Jaromír Musil a Jaromír Ježek
- -90 kg – David Klammert a Ivan Petr
- +90 kg – Lukáš Krpálek a Michal Horák

Český tým nastoupil v prvním kole proti týmu Rakouska. V pololehké váze nastoupil Pavel Petřikov ml. proti Andreasi Tiefgraberovi po takticky dobrém výkonu získal první bod 1:0. V lehké váze nastoupil Jakub Ječmínek proti Lukasi Reiterovi a v polovině zápasu dostal šido za pasivitu. Rakušan náskok ubránil a vyrovnal stav zápasu na 1:1. V polostřední váze nastoupil Jaromír Ježek proti Marcelu Ottovi a v polovině zápasu se po kouči-gari ujal vedení na juko. Rakušan však záhy vyrovnal technikou drop seoi-nage a v druhé polovině zápasu přejal aktivitu na svojí stranku. Minutu před koncem dostal Ježek šido za false attack a v posledních sekundách neměl síly na zvrat 1:2. Ve střední váze se utkal David Klammert proti Sulejmanu Islamchanovi a zápas proti mladému Rakušanovi zvládl. Minutu před konec dostal za techniku sotomakikomi wazari a nasazeném osaekomi ippon, 2:2. Rozhodnutí přinesl duel těžkých váha mezi Lukáš Krpálkem a Christophem Kronbergerem. Krpálek zápas rozhodl v druhé polovině, když Rakušana dostal strhem na zem a po ne-waza nasadil držení, 3:2. 
Ve čtvrtfinále narazil český tým na domácí Rusko. Ruský trenér nepostavil největší hvězdy, přesto s sestavou náhradníků byl ruský tým jasným favoritem. V superlehké váze nastoupil Pavel Petřikov proti Anzauru Ardanovovi a svůj rychlostí deficit se snažil kompenzovat kumikatou. Soupeře po celý zápas prakticky nepustil do úchopu s jednou výjimkou, v polovině zápasu neuhlídal Ardanovův rychlý výpad kouči-gari a ztrátu na juko nedokázal do konce zápasu smazat, 0:1. V lehké váze nastoupil Jakub Ječmínek proti Zelimchanu Ozdojevovi s pasivní taktikou, za kterou dostal v polovině zápasu šido. Následné Ječmínkovi pokusy o vyrovnání Ozdojev úspěšně odrážel a získal pro Rusko druhý bod, 0:2. O nečekaný bod v zápase s Ruskem se postaral Jaromír Musil, když v zápase polostředních vah v úvodu zaskočil Vali Kurdževa výpadem o-goši a snížil na 1:2. Šokem pro domácí diváky byly úvodní minuty zápasu středních vah, když David Klammert hodil na wazari technikou haraimakikomi Sajidemiho Džambekova. V druhé polovině zápasu však Klammert nezvládl sílu okamžiku, po de-aši-harai za juko se nechal chytit do držení a zápas prohrál, 1:3. Za rozhodnutého stavu nastupoval Michal Horák proti Adlanu Bisultanovovi a od úvodu prohrával na wazari po technice kouči-gari. Bisultanov v dalším průběhu přidal druhé wazari a tím zápas ukončil, 1:4. 
V opravách nastoupil český tým proti Srbsku, týmu který v prvním kole vyřadil favorizované Němce. V zápasu pololehkých vah nastoupil Pavel Petřikov ml. proti Marko Vukičevićovi a po takticky vyzrálem výkonu získal první bod, 1:0. V zápasu pololehkých vah nastoupil Jakub Ječmínek proti Ilijovi Ciganovićovi. Značná výškový převaha českého reprezentanta se nakonec ukázala jako rozhodující pro zisk druhého bodu, 2:0. Zápas se Srbskem rozhodl Jaromír Musil, který svým o-goši udělal zápas s Nemanjou Majdovem pohledným, 3:0. Za rozhodnutého stavu Davidu Klammertovi soupeř nenastoupil, 4:0 a v těžké váze si dali randori Lukáš Krpálek s Žarko Ćulumem. Krpálek rozhodl zápas v jeho polovině na zemi a získal pátý bod, 5:0. 
V souboji o třetí místo nastoupil český tým proti týmu Polska. V pololehké váze nastoupil Pavel Petřikov ml. proti Pawlu Zagrodnikovi a od úvodu se s problémy bránil útokům seoi-nage. V polovině zápasu prohrával po Zagrodnikově seoi-nage na wazari a vzápětí Polák ukončil zápas dalším z mnoha nástupu do této pažní techniky, 0:1. Jako rozhodující se ukázal zápas lehkých vah, kdy zranění Jakuba Ječmínka nepustilo do souboje s Damianem Szwarnowieckim, 0:2. V polostřední váze nastoupil Jaromír Musil proti Łukaszi Błachovi a po kontrachvatu v druhé polovině zápasu zvítězil na juko a snížil na 1:2. Ve střední váze nastoupil David Klammert proti Patryku Ciechomskimu a hned od úvodu prohrával na wazari po Polákově seoi-nage a celý zbytek zápasu nenašel na Polákovu obranu recept, 1:3 a konečné 5. místo. Zápas těžkých váh mezi Lukášem Krpálkem a Maciejem Sarnackim se odehrával v duchu randori, v polovině zápasu Krpálek poslal Sarnaciho uči-matou na zem a chytil do držení, 2:3.

## Výsledky

### Muži
|      | Zlato | Stříbro | Bronz |
| ---- | --- | --- | --- |
| Týmy | Gruzie Važa Margvelašvili Amiran Papinašvili Laša Šavdatuašvili Nugzar Tatalašvili Giorgi Papunašvili Avtandil Črikišvili Varlam Lipartelijani Paata Gvinijašvili Adam Okruašvili Levan Matyjašvili | Rusko Anzaur Ardanov Arsen Galsťan Zelimchan Ozdojev Vali Kurdžev Stanislav Semjonov Chasan Chalmurzajev Sajidemi Džambekov Magomed Magomedov Andrej Volkov Adlan Bisultanov | Polsko Pawel Zagrodnik Aleksander Beta Damian Szwarnowiecki Łukasz Błach Jakub Kubieniec Patryk Ciechomski Piotr Kuczera Maciej Sarnacki Kamil Grabowski Ázerbájdžán Vugar Širinli Tarlan Karimov Rustam Orudžov Fagan Guluzade Rustam Alimli Mammadali Mehdijev Šahin Gahramanov Elchan Mammadov Ušangi Kokauri |

pozn. škrtnutí judisté do turnaje nezasáhli

### Ženy
|      | Zlato | Stříbro | Bronz |
| ---- | --- | --- | --- |
| Týmy | Polsko Agata Perencová Karolina Pieńkowská Arleta Podolaková Anna Borowská Agata Ozdobová Karolina Tałachová Katarzyna Kłysová Katarzyna Furmaneková Anna Zaleczná | Rusko Julija Ryžovová Natalija Kondratěvová Taťjana Kazeňuková Darija Mežecká Darija Davydovová Pari Surakataová Valentina Malcevová Irina Gazijevová Xenija Čibisovová Vera Moskaljuková | Německo Mareen Krähová Maria Ertlová Theresa Stollová Viola Wächterová Nadja Bazynski Miryam Roperová Laura Vargasová Kochová Iljana Marzoková Carolin Weißová Jasmin Külbsová Francie Astride Gnetová Lola Benarrocheová Margaux Pinotová Melissa Heleineová Madeleine Malongaová |

pozn. škrtnuté judistky do turnaje nezasáhly